# Mariluz
Mariluz is een gemeente in de Braziliaanse deelstaat Paraná. De gemeente telt 10.861 inwoners (schatting 2009).